# Папастаматис, Тасос
Тасос Папастаматис — (англ. Tasos Papastamatis, греч. τάσος παπασταμάτης; 22 января 1938, Афины, Греция — 20 июля 2010, там же) — греческий исполнитель, вокалист и эстрадный певец, популярный в 1960-е годах, известный также как «греческий Фрэнк Синатра».

## Тасос и The Forminx
До того, как The Forminx сформировалась как группа и приобрела постоянных участников, она существовала как безымянный танцевальный школьный оркестр с непостоянным составом, порой доходящим до 8 человек. В 1962 году к оркестру присоединился Вангелис Папатанасиу, после чего группа приобрела как постоянный состав, так и название The Forminx в честь древнего греческого инструмента. Изначально лидером был Вангелис, который делал ставку на инструментальные композиции в стиле The Shadows либо на быстрые и короткие танцевальные номера в стиле ранних The Beatles с групповым вокалом. Однако никто из участников группы не обладал сильным голосом. Сайты, посвящённые раннему творчеству Вангелиса в целом и The Forminx в частности не фиксируют, когда именно и по каким причинам Тасос присоединился к группе, но учитывая его привлекательный внешний облик с одной стороны и сильные вокальные данные с другой — творчество «Форминкс» начало сильно изменяться. Быстрые и короткие танцевальные композиции на полторы-две минуты сменились на медленные баллады продолжительностью в 3 минуты и более, которые благодаря особому тембру голоса Тасоса напоминали песни Фрэнка Синатра или Бинга Кросби.
Во время своего сотрудничества с «The Forminx» Тасос был одним из первых греческих рок-исполнителей, который стал заботится о соблюдении авторских прав, для чего вступил в AEPI — Греческое общество Защиты Интеллектуальной Собственности 1 июля 1965 года. У этого решения были определённые последствия. В настоящее время очень сложно найти какой-либо аудио или видеоматериал Тасоса. Даже на странице Никоса Масторакиса в Youtube, который был не только менеджером и продюсером The Forminx, но и автором большинства текстов песен, материалы с Тасосом заблокированы правообладателями.

## Карьера после распада The Forminx
После распада группы в середине 1960-х именно у Тасоса поначалу была наиболее успешная в коммерческом плане карьера. Он уехал во Францию, сменил имя на сценический псевдоним Tasso и пел в дорогих отелях, казино и круизных лайнерах, однако выступал он как правило с чужим репертуаром. С другой стороны он поддерживал хорошие отношения с другими участниками «The Forminx». Благодаря чему, например, Вангелис помог с аранжировками некоторых хитов того времени, и даже написал музыку для собственной песни Тасоса. В начале 1970-х карьера пошла на спад. Основных причин было две. Во-первых, у Тасоса был сильный средиземноморский акцент, который нравился не всем слушателям, во-вторых, начало сказываться отсутствие нового музыкального материала. В результате Тасос был вынужден вернуться в Грецию, где поначалу успешно сотрудничал с греческими телеканалами.
Особенно отмечают его участие в шоу «Весна рисует танец» — 1972 на телеканале «ΥΕΝΕΔ» и программе «Цена прошлого» — Giorgos Katsaros, где известные певцы вспоминали о танцевальных ритмах и песнях, которые любили и танцевали в 1960-х на телеканале ERT. Год выпуска — 1978.
В конце 70-х — начале 80-х Тасос окончательно потерял свою популярность, с чем не смог смириться до самой смерти. Он замкнулся, прекратил общение со всеми знакомыми и близкими. Бывшие коллеги по The Forminx неоднократно предлагали свою помощь, но получали отказ. В какой-то момент Тасос даже оборвал телефонную линию, чтобы полностью отрешиться от внешнего мира.
Гитарист FORMINX Бакопулос Василис вспоминал:
Тасос был очень горд и, несмотря на то, что он ел йогурт и кусок хлеба, не говорил ни с кем из нас. Он редко принимал пожертвования и в последние годы избегал даже поднимать трубку. Я и другие члены его группы предложили ему финансовую поддержку, но он любезно отказался. Он потерял связь с родственниками и его окружением.

## Смерть
20 июля 2010 жители многоэтажного дома по улице Аристотеля в центре Афин пожаловались управляющему на сильный и неприятный запах. В результате расследования было выяснено, что запах идёт из квартиры, расположенной на шестом этаже и принадлежащей известному в прошлом певцу Тасосу Папастаматису. В результате вскрытия было выяснено, что запах идёт от разлагающегося тела исполнителя, который был мёртв по разным данным от двух недель до месяца. Экспертиза назвала в качестве причины смерти — «Естественные причины».
72-летний певец за последние двадцать лет выбрал полную изоляцию и беспомощно умер, став никому не нужным в бедности и безвестности. Было настолько трудно найти людей из его семейного окружения, что пришлось обращаться к услугам детектива Сократа Стратиса, чтобы найти родственников, для опознания и передачи тела.
Частный детектив после долгих поисков смог найти брата и племянников. При этом Сократ Стратис прокомментировал ситуацию так: «Мне трудно, когда при таких делах найти родственников, которые „ушли из жизни“, — это способ рассказать им печальное событие. В ходе исследования я обнаружил, что у Тасоса Папастаматиса была блестящая карьера и он пережил замечательные моменты в области биографии. Я был удивлён, увидев, что он особенно любил своих коллег, которые стремились помочь в этом процессе».
Основной автор текстов группы The Forminx Никос Масторакис так прокомментировал трагические новости о своём бывшем партнере, чётко выразив любовь и уважение к певцу:
«Это трагично, что случилось с ним … Он был замечательным ребёнком. Человек, которого ты любишь … появившись никогда не покинет моё сердце. Для меня, как человека, который был наставником группы „Forminx“, и написавшего большинство их песен, Тасос был одним из самых творческих участников группы. С помощью его голоса, вместе с Вангелисом Папатанассиу, „мы победили“ все песни. У него всегда была огромная улыбка, глубокий юмор… Он один из самых творческих людей, которых я когда-либо встречал в своей жизни. Он был редким человеком… Пользовался популярностью у любой аудитории особенно женской … У меня было около десяти лет, чтобы увидеть Тасоса полного сил и энергии, когда я пригласил его петь на мероприятии Radio Gold в то время».
На его похоронах было всего 10 человек, включая всех членов FORMINX.
Трагическая судьба и смерть на некоторое время спровоцировали на сайтах, посвящённых греческой музыке 1960—1970-х годов, споры о том. Правильно ли поступил Тасос, что отправился во Францию делать карьеру, а не остался в Греции, где он был популярен. А также споры о том, правильно ли он поступил, отказавшись от развития карьеры на греческом телевидении. Тем не менее большинство участников обсуждений сходятся на том, что Тасос обладал большим творческим потенциалом и великолепными вокальными данными, которые к сожалению не удалось реализовать полностью.

## Избранная дискография
- Strangers In The Night / The Shadow Of Your Smile — сингл. Label: Pan-Vox - PAN 6058. Format: Vinyl , 7", 45 RPM, Single. Страна — Греция. Год −1966[16]
- Rosetta / Day Of Love (композитор — V. Papathanassiou Текст — T. Papastamatis) — сингл. Label: CBS — 4215. Format: Vinyl , 7", 45 RPM, Single. Страна — Франция. Год — 1969[16]
- Сборник «Από Τον Παππού στον Εγγονό» Label: Polydor 2421 076. Format: LP. Страна — Греция. Год — 1976. (Тасос поёт «Возможно, возможно, возможно» и некоторые другие песни из телешоу Джорджа Музакиса. Запись сделана на телеканале YENND)[16]
- Сборник «We Five (2)» , Idols , Τάσος Παπασταμάτης — Στο Ρυθμό Του '60 No 3" Label: United — UR-606. Format: LP и Cass. Страна — Греция. Год −1986[16]
- Альбом Tassos Papastamatis & Coltrane Big Band «Liakis Costas» — Tassos Papastamatis & Coltrane Big Band «Liakis Costas» Label: Europe Records — 3025. Format: CD. Страна — Европа. Год 2002.(Наиболее известные песни с этого диска «LA is my lady», «Laura», «Autumn leaves», «For once in my life», "Wave, «I left my heart in San Francisco», «Proud Mary»)[16]
- Сборник «Μοντέρνοι Ρυθμοί του '60». Label: Music Box 2711702060. Format: CD.Страна — Греция. Год −2009. (Сборник интересен в первую очередь тем, что содержит альтернативную версию самого знаменитого хита Тасоса — «Strangers In The Night»)[16]